# Raidighi
Raidighi (auch Raydighi Abad; bengalisch রায়দিঘী Rāẏdighī) ist ein Ort mit etwa 21.000 Einwohnern im ostindischen Bundesstaat Westbengalen.

## Lage
Raidighi befindet sich etwa 75 km (Fahrtstrecke) südlich von Kolkata im fruchtbaren Schwemmland zwischen dem Hugli und den Sundarbans in einer Höhe von nur ca. 5 m ü. NN.

## Wirtschaft und Infrastruktur
Der Ort fungiert als das Handels- und Dienstleistungszentrum einer Vielzahl von Dörfern, deren Einwohner hauptsächlich von der Landwirtschaft (Reis, Weizen, Gemüse etc.) leben. Der Ort hat keinen Eisenbahnanschluss; der nächstgelegene Bahnhof (Railway Station) befindet sich in Jaynagar Mazilpur – von dort sind es noch ca. 23 km (Fahrtstrecke) mit dem Bus oder Taxi. Seit 1995 gibt es ein College am Ort, eine Außenstelle der University of Calcutta.

## Geschichte
Münzfunde aus der Gupta-Zeit lassen darauf schließen, dass die Region bereits vor über 1500 Jahren (wahrscheinlich jedoch schon viel früher) besiedelt war. Ältestes erhaltenes architektonisches Zeugnis ist der etwa 5 km östlich des Ortes stehende Jatar-Deul-Tempel, der zumeist in das ausgehende 10. Jahrhundert datiert wird.

## Sehenswürdigkeiten
Viele Besucher aus Kolkata machen Tagesausflüge und Bootstouren in den Sundarbans; der Jatar-Deul-Tempel wird nur von wenigen besucht. Eine andere Attraktion ist der Maibibi-Tempel, der sowohl von Hindus als auch von Moslems aufgesucht wird. Weitere meist neuzeitliche Tempel stehen in den Dörfern der Umgebung.